# Justizwesen im Königreich Westphalen
Das Justizwesen im Königreich Westphalen stellte ab 1807 im Königreich Westphalen einen völligen Bruch mit den bisherigen Strukturen der Rechtspflege dar. Als napoleonischer Modellstaat wurde der Versuch unternommen sowohl die Rechtsordnung als auch die Gerichtsverfassung auf systematischer Basis zu erneuern und zu vereinheitlichen.

## Rechtsordnung
Gemäß dem französischen Vorbild erließ Napoleon für das neue Königreich eine Verfassung, die Constitution des Königreichs Westphalen. Am 1. Januar 1808 wurde das bürgerliche Gesetzbuch (Code Napoléon) und das zivile Prozessrecht (Code de procédure) im Königreich eingeführt. Bis die deutschen Druckfassungen des Gesetzescodex in den Provinzverwaltungen verteilt waren, dauerte es jedoch bis September 1808. Faktisch war die Vereinheitlichung der Rechtsprechung schwierig, da Konflikte nach dem neuen Gesetz als Rechtsinterpretation und nicht als kasuistisches Rechtsfindungsverfahren entschieden werden sollten. Ein französisches Strafrecht wurde nicht eingeführt. In Zweifelsfällen sollten die alten Rechtscodices der Länder (z. B. das Allgemeine preußische Landrecht) herangezogen werden.

## Justizministerium

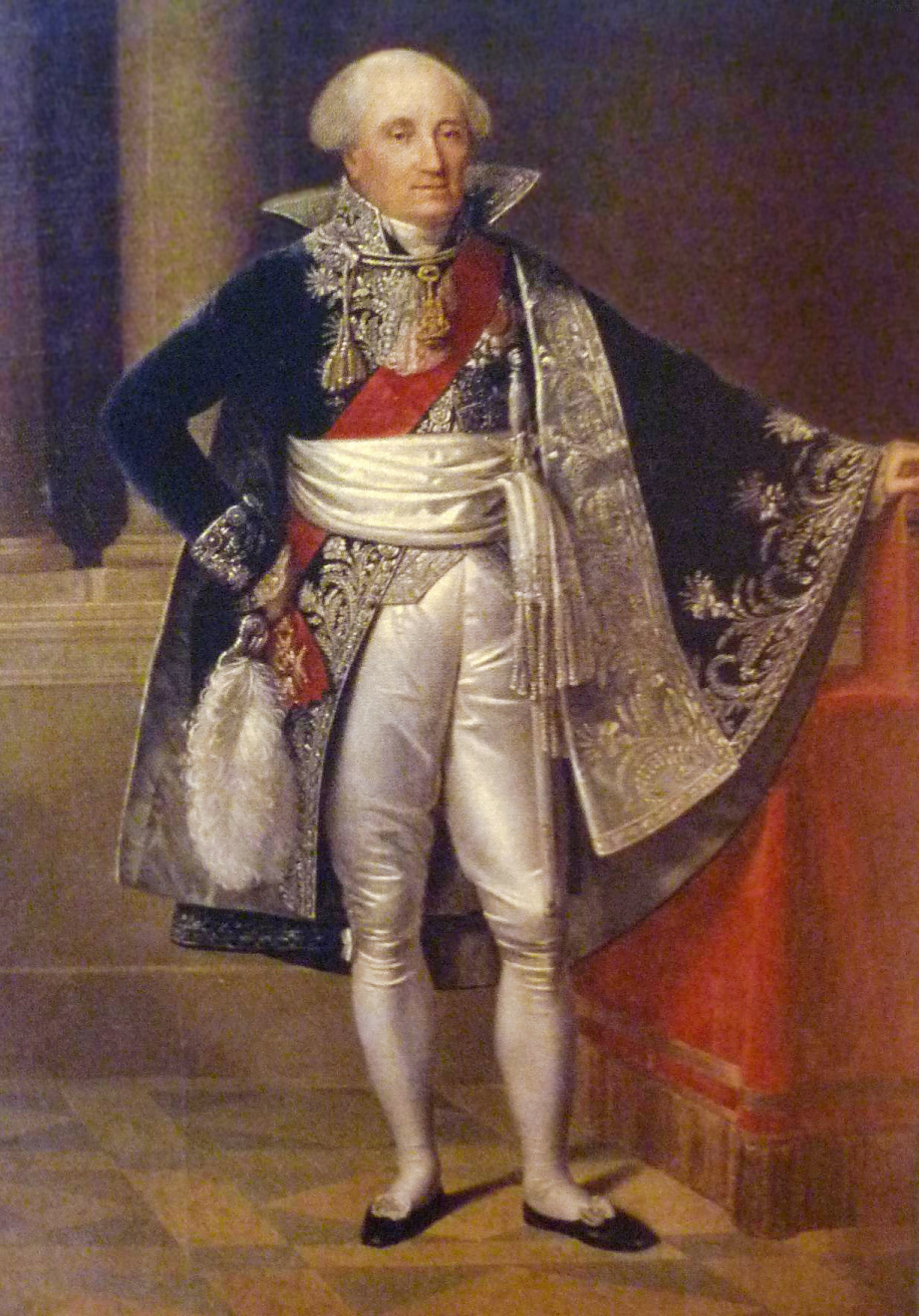
Joseph Jérôme Siméon (1810), Privatsammlung François-Josèphe Kinson

Artikel 19 der Verfassung regelte die Einführung eines Ministeriums des Innern und der Justiz. Mit Verordnung vom 23. Dezember 1808 wurden das Innen- und das Justizministerium getrennt, so dass das Ministerium der Justiz die Oberaufsicht über die Justizverwaltung hatte. Justizminister Westphalens war von 1807 bis 1813 der französische Rechtsprofessor Joseph Jérôme Siméon. Am 12. Oktober 1813 übernahm Gustav Anton von Wolffradt für die letzten Wochen der Existenz des Königreichs das Justizministerium von Siméon, da dieser vor den anrückenden Kosaken nach Frankreich floh.

## Gerichtsverfassung
Die Gerichtsorganisation wurde neu geregelt. Die bisherigen Gerichte (darunter auch die Patrimonialgerichte) wurden aufgehoben und neue Gerichte installiert. Prinzipien hierbei waren:
- Trennung von Verwaltung und Rechtsprechung
- Die richterliche Unabhängigkeit
- Urteile sollten ab einer gewissen Bedeutung der Streitsache nicht von Einzelrichtern, sondern von Spruchkammern getroffen werden
- Das Verfahren sollte öffentlich sein
- Die Fälle durften höchstens ein Jahr laufen
- Der Instanzenzug sollte höchstens 2 Stufen umfassen.

Insbesondere das öffentliche Verfahren war ein Integrationsversuch der Regierung. Dieses Merkmal aus dem altgermanischen Rechtsprechungsverfahren sollte bei Beamten und Bevölkerung die Bereitschaft steigern, mit der neuen Gerichtsverfassung zu kooperieren.
Das Justizwesen war im 11. Teil der Constitution des Königreichs Westphalen (Art. 45–52) geregelt.
Für die Rechtsprechung in Zivilsachen war auf der Ebene jedes Kantons ein Friedensgericht als Schlichtungsinstanz zuständig. Der Richter hatte ab einer bestimmten Größe des Kantons Anspruch auf einen Aktuar und sprach sonst Urteile als Einzelrichter mit Beisitzer in einem öffentlichen Verfahren. Der Friedensrichter stand außerhalb des eigentlichen Instanzenzugs und war als Vermittler im Stile des englischen justice of the peace vorgesehen. Bis zu einem Streitwert von 74 Franken entschied er in letzter Instanz, bei Streitwerten bis 148 Franken war eine Appellation möglich. Friedensrichter durften nicht alle Fälle sportulieren, die direkt unter ihre Verfahrenszuständigkeit fielen, was trotz der Verfahrensflut, die sich bei den Friedensgerichten staute sehr geringe Gehälter für die Richter bedeutete.
Für höhere Streitwerte waren auf Ebene der Distrikte Gerichte erster Instanz eingerichtet worden. Sie dienten einerseits als Appellationsgerichte für Entscheidungen der Friedensrichter und andererseits als Gerichte erster Instanz bei Streitwerten bis 1.000 Franken. Die Distriktgerichte entschieden in Spruchkammern (Tribunale). Diesen gehörten bei Berufungsangelegenheiten gegen Friedensgerichtsentscheidungen drei und bei erstinstanzlichen Entscheidungen jeweils 4 Richter an. Jedes Distriktgericht bestand aus einem Präsidenten und fünf weiteren Richtern. Gegen Entscheidungen dieser Gerichte war die Appellation beim Appellationshof Kassel möglich. Auch hier wurde in Spruchkammern (Tribunal 2. Instanz) Recht gesprochen. Als letzte Instanz wirkte der Staatsrat als Kassationsgericht. Die Trennung von Verwaltung und Justiz war damit bis auf die Doppelfunktion des Staatsrates de iure umgesetzt.
Für die Rechtsprechung in Strafsachen wurde auf Ebene jedes Départements ein Kriminalgerichtshof eingerichtet. Eine Appellation war nicht möglich. Lediglich ein Gnadengesuch an den König war gegen dessen Urteile möglich. Weniger schwerwiegende Strafverfahren (Polizeivergehen, also solche, bis zu einer Strafe von 20 Franken) sollten von den Friedensrichtern entschieden werden, die mit einem entsprechenden Adjunkten in Personalunion einem Munizipalpolizeigericht vorstanden.
Für die freiwillige Gerichtsbarkeit (Besitzklärungsangelegenheiten, Abwicklung von Käufen und Auktionen, Beglaubigungen und Vertragsabschlüsse) existierte neben den Friedensgerichten in jedem Kanton ein Notar.
Daneben bestanden in einigen Städten Handelsgerichte. Im Rahmen der Militärgerichtsbarkeit wurden Militärstrafverfahren abgeurteilt.

## Staatsanwaltschaften
An den Kriminalgerichtshöfen und dem Appellationsgericht Kassel waren Staatsanwaltschaften eingerichtet. Die Staatsanwälte trugen den Titel General-Prokurator. In den Distrikten wurden zusätzlich zur Entlastung der Generalprokuratoren Prokuratoren des Königs eingesetzt, die inoffiziell in Mittlerfunktionen für Konflikte zwischen Verwaltungs- und Justizbeamtentum fungierten.

## Liste der Gerichte

### Oberste Gerichte
- Appellationshof Kassel
- Appellationshof Celle (ab 1810)
- Kassationsgericht (Staatsrat)

Im September 1810 wurde das Kurfürstentum Braunschweig-Lüneburg Teil des Königreichs Westphalen. In der Folge wurde der Appellationshof Celle als zweiter Appellationshof eingerichtet. Die beiden Höfe waren für folgende Départements zuständig:
| Appellationshof Kassel | Appellationshof Celle                   |
| ---------------------- | --------------------------------------- |
| Departement der Saale  | Departement der Elbe                    |
| Departement des Harzes | Departement der Oker                    |
| Departement der Leine  | Departement der Aller                   |
| Departement der Fulda  | Departement der Elbe- und Weser-Mündung |
| Departement der Werra  | Departement der Niederelbe              |
| Departement der Weser  |                                         |

### Strafgerichte
| Departements                                       | Hauptort      | Gericht                                                                 |
| -------------------------------------------------- | ------------- | ----------------------------------------------------------------------- |
| Departement der Elbe                               | Magdeburg     | Kriminalgerichtshof Magdeburg                                           |
| Departement der Fulda                              | Cassel        | Kriminalgerichtshof Cassel                                              |
| Departement des Harzes                             | Heiligenstadt | Kriminalgerichtshof Heiligenstadt (zuständiger Prokurator in Göttingen) |
| Departement der Leine                              | Göttingen     | Kriminalgerichtshof Göttingen                                           |
| Departement der Oker                               | Braunschweig  | Kriminalgerichtshof Wolfenbüttel                                        |
| Departement der Saale                              | Halberstadt   | Kriminalgerichtshof Halberstadt                                         |
| Departement der Werra                              | Marburg       | Kriminalgerichtshof Marburg                                             |
| Departement der Weser                              | Osnabrück     | Kriminalgerichtshof Herford                                             |
| Departement der Aller (1810–1813/14)               | Hannover      | Kriminalgerichtshof Hannover                                            |
| Departement der Elbe- und Weser-Mündung (nur 1810) | Stade         | Kriminalgerichtshof Stade                                               |
| Departement der Niederelbe (nur 1810)              | Lüneburg      | Kriminalgerichtshof Lüneburg                                            |

### Zivilgerichte
(Aufgrund der hohen Zahl sind die einzelnen Friedensgerichte hier nicht aufgezählt)
| Departements           | Distrikt                 | Gericht                          |
| ---------------------- | ------------------------ | -------------------------------- |
| Departement der Elbe   | Distrikt Magdeburg       | Distriktsgericht Magdeburg       |
| Departement der Elbe   | Distrikt Neuhaldensleben | Distriktsgericht Neuhaldensleben |
| Departement der Elbe   | Distrikt Salzwedel       | Distriktgericht Salzwedel        |
| Departement der Elbe   | Distrikt Stendal         | Distriktsgericht Stendal         |
| Departement der Fulda  | Distrikt Cassel          | Distriktsgericht Kassel          |
| Departement der Fulda  | Distrikt Höxter          | Distriktgericht Höxter           |
| Departement der Fulda  | Distrikt Paderborn       | Distriktgericht Paderborn        |
| Departement des Harzes | Distrikt Heiligenstadt   | Distriktgericht Heiligenstadt    |
| Departement des Harzes | Distrikt Duderstadt      | Distriktgericht Duderstadt       |
| Departement des Harzes | Distrikt Nordhausen      | Distriktgericht Nordhausen       |
| Departement des Harzes | Distrikt Osterode        | Distriktgericht Osterode         |
| Departement der Leine  | Distrikt Göttingen       | Distriktgericht Göttingen        |
| Departement der Leine  | Distrikt Einbeck         | Distriktgericht Einbeck          |
| Departement der Oker   | Distrikt Braunschweig    | Distriktgericht Wolfenbüttel     |
| Departement der Oker   | Distrikt Helmstedt       | Distriktgericht Helmstedt        |
| Departement der Oker   | Distrikt Hildesheim      | Distriktgericht Hildesheim       |
| Departement der Oker   | Distrikt Goslar          | Distriktgericht Goslar           |
| Departement der Saale  | Distrikt Halberstadt     | Distriktgericht Halberstadt      |
| Departement der Saale  | Distrikt Blankenburg     | Distriktgericht Blankenburg      |
| Departement der Saale  | Distrikt Halle           | Distriktgericht Halle            |
| Departement der Werra  | Distrikt Eschwege        | Distriktgericht Eschwege         |
| Departement der Werra  | Distrikt Hersfeld        | Distriktgericht Hersfeld         |
| Departement der Werra  | Distrikt Marburg         | Distriktgericht Marburg          |
| Departement der Weser  | Distrikt Bielefeld       | Distriktgericht Bielefeld        |
| Departement der Weser  | Distrikt Minden          | Distriktgericht Minden           |
| Departement der Weser  | Distrikt Osnabrück       | Distriktgericht Osnabrück        |
| Departement der Weser  | Distrikt Rinteln         | Distriktgericht Rinteln          |

### Sonstige Gerichte
Das Handelsgericht Braunschweig blieb auch im Königreich Westphalen bestehen. Das Handelscollegium zu Kassel, das dortige Handelsgericht, wurde hingegen aufgehoben. In Kassel wurde ein Prisengericht eingerichtet.
Die Universitäten des Landes verfügten über eine eigene Universitätsgerichtsbarkeit.
Als eine Frühform der Verwaltungsgerichtsbarkeit können die Präfekturräte verstanden werden. Diese waren bei den Départements angesiedelte Spruchkammern zur Entscheidung bezüglichen Einsprüchen bezüglich des Verwaltungshandelns.
Bei den 19 Bergamtsbezirken war jeweils ein Berg-, Hütten- und Salzamt angesiedelt, das über Streitfälle aus dem Bergbaubereich entschied.
In jeder Division wurden zwei Militärgerichte erster Instanz sowie ein Militärgericht zweiter Instanz angesiedelt. Daneben wurden außerordentliche Militärgerichte eingerichtet.